# Euonymus phellomanus
Euonymus phellomanus är en benvedsväxtart som beskrevs av Ludwig Eduard Theodor Loesener och Friedrich Ludwig Diels. Euonymus phellomanus ingår i släktet Euonymus och familjen Celastraceae. Inga underarter finns listade.